# Черчен (река)
Черчен (на уйгурски: چەرچەن دەرياسى; на китайски: 且末河; на пинин: Qiěmò-hé) е река в Западен Китай, в Синдзян-уйгурски автономен регион, губеща се в пясъците на пустинята Такламакан. Дължина до езерото Карабуранкьол 725 km. Река КЧерчен води началото си под името Карамулуксу от ледниците в хребета Аркатаг (съставна част от средната верига от хребети на планинската система на Централен Кунлун), на 5000 m н.в. В горното течение тече в западно направление, в средното – в северно (през Черченския оазис), а в долното – в североизточно, по по югоизточната периферия на пустинята Такламакан. По време на маловодие (зимния сезон) реката се влива в езерото Карабуранкьол, на 815 m н.в., а по време на пълноводието през юли и август достига до братата на югозапад от езерото Лобнор. Среден годишен отток при изхода от планините около 20 m³/s. Значителна част от водите ѝ се използват за напояване в Черченския оазис, а в долното си течение през по-голямата част от годината е безводна.